# Dirk Scharrer
Dirk Scharrer (* 1967 in Wolfhagen, Landkreis Kassel) ist ein ehemaliger deutscher Filmproduzent, Fernsehdarsteller und heutiger Bürgermeister der Kleinstadt Wolfhagen.

## Leben und Wirken
Dirk Scharrer machte zunächst eine Ausbildung zum Reserveoffizier der Bundeswehr in Wolfhagen.
Danach studierte er Rechtswissenschaften in Bayreuth und Würzburg sowie anschließend Fernseh- und Filmwirtschaft in Potsdam (Abschluss als Dipl. Film- und Fernsehwirtschaftler).
Scharrer wurde im Bereich Medienstrafrecht promoviert und absolvierte später eine Ausbildung als Sportökonom an der Fachhochschule.
Ferner war Dirk Scharrer in folgenden Serien zu sehen: Delta Team – Auftrag geheim, Der letzte Zeuge, Der Landarzt und Unter weißen Segeln. Von 2009 bis 2012 spielte er in Die Schulermittler die Rolle des Polizeikommissars Stefan Kern. Im März 2023 wurde Dirk Scharrer zum Bürgermeister der Kleinstadt Wolfhagen gewählt.

## Persönliches
Er lebt in Wolfhagen, ist verheiratet und Vater dreier Kinder (zwei Söhne und eine Tochter).